# Lasse Andersson
Lasse Bredekjær Andersson más conocido como Lasse Andersson (Valby, 11 de marzo de 1994) es un jugador de balonmano danés que juega como central en el Füchse Berlin.
Es internacional con la selección de balonmano de Dinamarca, con la que disputó el Campeonato Mundial de Balonmano Masculino de 2017. Es hermano del también jugador de balonmano Nikolaj Andersson.
En marzo de 2017 se lesionó de gravedad, por lo que el FC Barcelona trajo cedido a Antonio García para que le sustituyese hasta final de temporada.

## Palmarés

### Selección nacional
| Juegos Olímpicos   | Juegos Olímpicos             | Juegos Olímpicos  | Juegos Olímpicos |
| Año                | Lugar                        | Medalla           |                  |
| ------------------ | ---------------------------- | ----------------- | ---------------- |
| 2020               | Tokio                        | Medalla de plata  |                  |
| 2024               | París                        | Medalla de oro    |                  |
| Campeonato Mundial |                              |                   |                  |
| Año                | Lugar                        | Medalla           |                  |
| 2021               | Egipto                       | Medalla de oro    |                  |
| 2025               | Croacia, Dinamarca y Noruega | Medalla de oro    |                  |
| Campeonato Europeo |                              |                   |                  |
| Año                | Lugar                        | Medalla           |                  |
| 2022               | Hungría y Eslovaquia         | Medalla de bronce |                  |

### FC Barcelona
- Supercopa de España de Balonmano (4): 2017, 2018, 2019, 2020
- Liga Asobal (4): 2016-17, 2017-18, 2018-19, 2019-20
- Copa Asobal (4): 2017, 2018, 2019, 2020
- Copa del Rey de Balonmano (4): 2017, 2018, 2019, 2020
- Mundialito de clubes (2): 2018, 2019

### Füchse Berlin
- Liga Europea de la EHF (1): 2023
- Liga de Alemania de balonmano (1): 2025

## Clubes
- TMS Ringsted (2012-2013)
- KIF Kolding (2013-2016)
- FC Barcelona (2016-2020)[2]
- Füchse Berlin (2020- )